# Серавський мир
Серавський мир (тур. Serav Antlaşması) — угода між Іраном та Османською імперією, підписана 26 вересня 1618.

## Передісторія
У 1590 іранський шах Аббас I Великий був змушений поступитися Закавказзям Османській імперії. Однак у 1593 Османська імперія втягнулася в тривалу війну в Угорщині. Шах Аббас підготував сильну армію і, коли в 1603 на трон Османської імперії зійшов 14-річний Ахмед I, почав нову війну з турками.
У 1612 новий великий візир Османської імперії Насух-паша підписав з іранцями мирний договір, однак він не був ратифікований, і війна відновилася, продовжившись ще 6 років.

## Умови договору
У цілому умови договору повторювали умови перемир'я 1612, зміни полягали лише в зменшенні щорічної данини, яку Іран мав виплачувати Османській імперії.
| Прапор Ірану | Це незавершена стаття про Іран. Ви можете допомогти проєкту, виправивши або дописавши її. |